# رم‌شاو (مینه‌سوتا)
رم‌شاو (به انگلیسی: Ramshaw) یک منطقهٔ مسکونی در ایالات متحده آمریکا است که در شهرستان سنت لوئیس، مینه‌سوتا واقع شده‌است. رم‌شاو ۲۰ نفر جمعیت دارد و ۴۳۰٫۰۸ متر بالاتر از سطح دریا واقع شده‌است.